# Breno Bonin
Breno Bonin é um ator brasileiro, ficou conhecido por suas atuações em Dona Beija e Tudo ou Nada ambas na Rede Manchete.

## Telenovelas
- 2002 - Marisol ... Rogério Mendes
- 1998 - Fascinação ... José Guimarães
- 1991 - Ilha das Bruxas
- 1990 - Desejo ... Cliente do bar
- 1990 - Rainha da Sucata ... Participação Especial
- 1989 - Kananga do Japão ... Plínio Salgado[1]
- 1989 - O Salvador da Pátria ... Dr. Miranda
- 1988 - O Outro ... Gallo
- 1988 - Olho por Olho ... Padre Pedro
- 1987 - Carmem ... Pescador de Espanhol
- 1987 - Sassaricando - Psiquiatra
- 1987 - Mandala ... Luís
- 1986 - Tudo ou Nada ... Ginaldo
- 1985 - O Tempo e o Vento ... Bento Amaral (jovem) [2]
- 1986 - Dona Beija ... Joaquim Botelho[3]
- 1984 - A Máfia no Brasil
- 1983 - Caso Verdade
- 1978 - A Conquista -  TVE Brasil

## Filmes
- 1984 - Fêmeas em fuga
- 1986 - Ópera do Malandro[4]
- 1991 Ilha das Bruxas - Antero
- 1991 - Os Trapalhões e a Árvore da Juventude (voz)